# Marcel Libert
Pour les articles homonymes, voir Libert.
Marcel Libert est un homme politique français né le 8 octobre 1828 à Alençon (Orne) et décédé le 23 février 1892 à Paris
Fils de Jacques François Libert, député de l'Orne sous la Monarchie de Juillet, il fait des études de médecine et s'installe en 1859 comme médecin à Alençon. En 1871, il est conseiller général du canton de Passais, réélu jusqu'à son décès. En 1885, il est élu sénateur, conservateur, de l'Orne. Réélu en 1891, il meurt en 1892, sans avoir une très grande activité parlementaire.

## Sources
- « Marcel Libert », dans Adolphe Robert et Gaston Cougny, Dictionnaire des parlementaires français, Edgar Bourloton, 1889-1891 [détail de l’édition]
- « Marcel Libert », dans le Dictionnaire des parlementaires français (1889-1940), sous la direction de Jean Jolly, PUF, 1960 [détail de l’édition]